# Амбли сир Мез
Амбли сир Мез (фр. Ambly-sur-Meuse) насеље је и општина у североисточној Француској у региону Лорена, у департману Меза која припада префектури Верден.
По подацима из 2011. године у општини је живело 239 становника, а густина насељености је износила 37,7 становника/km². Општина се простире на површини од 6,34 km². Налази се на средњој надморској висини од 212 метара (максималној 273 m, а минималној 204 m).

## Демографија
| 1962. | 1968. | 1975. | 1982. | 1990. | 1999. | 2011. |
| ----- | ----- | ----- | ----- | ----- | ----- | ----- |
| 230   | 263   | 226   | 199   | 227   | 254   | 239   |

График промене броја становника у току последњих година